# 纳吉·茹饶
纳吉·“茹饶”·茹然瑙（匈牙利語：Nagy "Zsuzsa" Zsuzsanna，1951年11月14日—），生于布达佩斯，匈牙利女子竞技体操运动员。她曾代表匈牙利获得1972年夏季奥运会体操比赛女子团体全能铜牌。